# Беа Фейтлер
Беатріс Фейтлер (5 лютого 1938 — 8 квітня 1982) — бразильська дизайнерка та арт-директорка, відома завдяки своїй роботі в журналах Harper's Bazaar, Ms., Rolling Stone і першому випуску сучасного Vanity Fair.

## Раннє життя, освіта
Фейтлер народилася в Ріо-де-Жанейро в 1938 році, після того, як її батьки-євреї, Руді та Ерна Фейтлер, втекли з нацистської Німеччини. Більшу частину своєї професійної кар'єри вона провела у Сполучених Штатах, де закінчила Школу дизайну Парсонса в Нью-Йорку. За цей час вона розробляла обкладинки альбомів як для Atlantic Records, так і для London Records.
Після завершення навчання у 1959 році Фейтлер повернулася до Бразилії, щоб займатися живописом у Ріо-де-Жанейро. Разом з іншими дизайнерами Сержіо Ягуарібе (карикатуристом Ягуаром) та Глауко Родрігесом вона заснувала художню студію Estudio G, яка займалася дизайном плакатів, обкладинок для альбомів та книжкових макетів. Крім того, Фейтлер працювала в рекламному агентстві з прогресивним журналом Senhor.
Серед її найвідоміших робіт цього періоду — обкладинки книг, які вона створила для Editora do Autor, недовговічного видавничого підприємства, заснованого авторами Фернандо Сабіно та Рубемом Брагою.

## Harper's Bazaar
У 1961 році Беатріс Фейтлер повернулася до Сполучених Штатів, де її найняв на посаду арт-асистентки в Harper's Bazaar її колишній викладач з Парсонс, Марвін Ізраель. Вже через два роки вона стала співарт-директоркою журналу разом із Рут Ансель.
Під час спільної роботи Фейтлер і Ансель у Harper's Bazaar вони створювали високоякісний дизайн, реагуючи на політичні та культурні зміни 1960-х років. Фейтлер часто випереджала свій час: у 1965 році разом із Річардом Аведоном вона вперше використала темношкіру модель для зйомки в провідному модному журналі, що викликало суспільний протест і втрату клієнтів. Чорношкірі жінки не почали регулярно з'являтися на сторінках видання ще кілька років після цього.
«Її виняткове естетичне чуття було високо оцінене та поважалося її колегами, особливо фотографами. У статті 1968 року для Graphics Річард Аведон згадував тісну творчу співпрацю двох молодих дизайнерок над обкладинкою квітневого випуску Harper's Bazaar 1965 року», — згадував Аведон. Остаточний дизайн обкладинки із рожевим космічним шоломом отримав медаль ADC.

## Ms. Magazine
У 1972 році Беатріс Фейтлер залишила Harper's Bazaar і разом із Глорією Стейнем заснувала феміністичний журнал Ms., де стала арт-директоркою. На цій посаді Фейтлер активно експериментувала з новаторськими поєднаннями фотографії, ілюстрації та типографіки, що дозволило їй створити унікальні, впізнавані обкладинки. Протягом свого перебування у Ms., яке тривало до 1974 року, вона значною мірою вплинула на візуальну ідентичність журналу, демонструючи сміливий підхід до дизайну, який відображав дух часу і підсилював феміністичні ідеї видання.

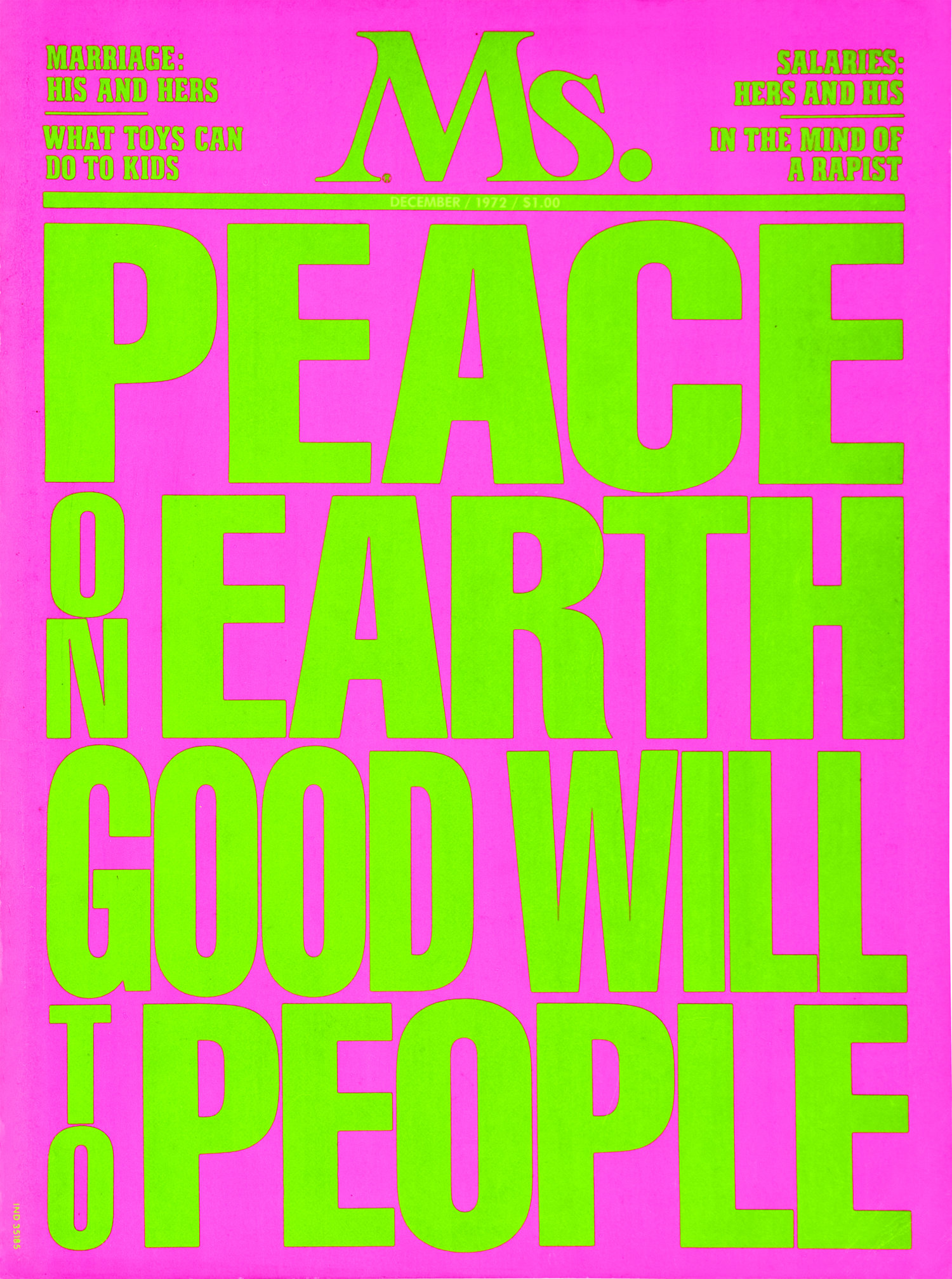
1972 cover for Ms. magazine and inside spreads by Bea Feitler

## Педагогічна діяльність та робота з великими брендами
З 1974 по 1980 рік Беатріс Фейтлер викладала дизайн у Школі візуальних мистецтв (SVA), паралельно створюючи плакати та костюми для Alvin Ailey Dance Company у співпраці з такими відомими дизайнерами, як Крістіан Діор, Діана фон Фюрстенберг, Білл Хейр та Кельвін Кляйн. Окрім цього, вона займалася розробкою обкладинок альбомів для гурту Rolling Stones, з якими співпрацювала протягом шести років. На момент початку роботи над Vanity Fair Фейтлер вже боролася з рідкісною формою раку і, на жаль, пішла з життя у віці 44 років.